# Честных, Павел Павлович
Павел Павлович Честных (1905 — ?) — работник Госбезопасности СССР, один из руководителей ИТЛ на строительстве предприятий атомной промышленности, лауреат Сталинской премии.

## Биография
Работал в системе ГУЛАГа с 1929 года.
В середине 1930-х годов — в Дмитлаге в Весьегонском районе, строительство канала Москва — Волга.
- До 1940 года помощник начальника Самарлага НКВД.
- С 28 августа 1940 начальник 4-го района строительства (строительство жилищного поселка для заводов) Управления особого строительства НКВД СССР по строительству самолётостроительных заводов № 122 и № 295 и моторостроительного завода № 37 в районе Безымянки Куйбышевской области[1].
- С 14 февраля 1942 заместитель начальника Бакальского ИТЛ (Бакаллаг, Челябинск), зам. нач. Управления Челябметаллургстроя НКВД СССР.
- С 07 февраля 1947 по октябрь 1949 заместитель начальника ИТЛ Строительства 859 по лагерю. Имел звание полковника.
- С октября 1949 по февраль 1950 заместитель начальника ИТЛ Строительства 247.
- С 26 февраля 1950 по 1 апреля 1953 начальник строительства № 247 МВД СССР.[2]
- С 1953 года — начальник строительства № 247 МВД СССР, одновременно с 1 июня 1953 года начальник военно-строительной части.[3]

### Награды
- Сталинская премия первой степени (1951) — за успешное руководство строительством предприятий атомной промышленности.

## Характеристика
Бригинженер А. Н. Комаровский так характеризовал своего подчинённого Честных: «Благодаря продолжительности работы в системе НКВД работу знает хорошо и с ней справляется. [В] обращении с подчинёнными ему сотрудниками проявляются элементы заносчивости, и этот порок является его давнишним»